# Charlotte Woerner
Charlotte Friederike Luise Woerner (auch: Charlotte Wörner; * 29. September 1893 in Heimerdingen; † 2. August 1973 in Hirsau) war eine deutsche Schriftstellerin. 

## Leben
Charlotte Woerner wurde 1893 in Heimerdingen als Tochter des dortigen Schullehrers Theodor Woerner und dessen Ehefrau Wilhelmine Sophie Rosine, geb. Bauer, geboren. Sie legte 1919 die erste, 1921 die zweite Dienstprüfung für das Volksschullehramt ab und war bis 1926 unständige Lehrerin an verschiedenen Mädchenschulen. 1926 schied sie zunächst aus dem Schuldienst aus. 1946/47 war sie noch einmal als Vertretungslehrerin an der Oberschule in Leonberg angestellt.
Ab 1921 veröffentlichte Woerner erzählende Werke mit christlichem Hintergrund für Kinder und Jugendliche.

## Werke
- Im Reich der Blumenkönigin, Stuttgart 1922
- Die Männlein vom Mummelsee, Stuttgart 1922
- Prinzessin Gänselore, Stuttgart 1922
- Engelein Urselkind, Stuttgart 1923
- Geißenkaspars großes Erlebnis, Konstanz i. B. 1949
- Vrenelis goldenes Hämmerlein, Konstanz 1949
- Geißenkaspars Fahrt in die Neue Welt, Konstanz 1953
- Die Neue Welt wird Geißenkaspars Heimat, Konstanz 1954
- Spuren im australischen Busch, Konstanz 1957